# بنتلي ارين
بنتلي ارين (بالإنجليزية: Bentley Warren)‏ هو سائق سباق أمريكي، ولد في 10 ديسمبر 1940.